# The Capitol Albums, Volume 2
The Capitol Albums Vol. 2 är en samlingsbox med 4 CD-skivor med The Beatles från 2006. Boxen innehåller Beatles femte t.o.m åttonde amerikanska musik-LP-skivor på EMI-etiketten Capitol 1965. Varje CD innehåller respektive album i både mono- och stereoversion. Skivorna hade ursprungligen producerats i Storbritannien av Beatles' ordinarie producent George Martin. På vissa skivor uppges Dave Dexter Jr. som medproducent på de amerikanska skivorna, som skiljer sig från de europeiska med annan låtsammansättning, ofta färre låtar och i vissa fall mer eko och en mer kompakt ljudbild. CD-versionerna har remastrats av Ted Jensen vid Sterling Sound, New York.
De fyra album som ingår är:
1. The Early Beatles utgivet den 22 mars 1965
2. Beatles VI utgivet den 14 juni 1965
3. Help! (amerikansk soundtrackversion från filmen Help!) utgivet den 13 augusti 1965
4. Rubber Soul (amerikansk version) utgivet den 6 december 1965

Dessutom ingår en liten bok (booklet).
The Early Beatles motsvarar i stort Beatles första europeiska LP Please Please Me från 1963. Ett motsvarande album - Introducing The Beatles - hade tidigare funnits utgivet i USA på skivbolaget Vee-Jay Records.